# 권오현 (뮤지컬 배우)
권오현(1992년 2월 19일 ~ )은 대한민국의 뮤지컬 배우, 가수다. 2020년 싱글 앨범 [Music of the Gangwon pt.1 하늘에 바람에]로 데뷔했다.

## 방송
- 더블 캐스팅 (2020) - Top24

## 음반
- Music of the Gangwon pt.1 하늘에 바람에 (2020)
- 만월 (2022)

## 공연
- 영웅 (2017)
- 햄릿:얼라이브 (2017)
- 맨 오브 라만차 (2018)
- 지킬 앤 하이드 (2018)
- 이육사 (2019)